# Houston (Mississippi)
Houston település az Amerikai Egyesült Államok Mississippi államában, Chickasaw megyében, melynek megyeszékhelye is. Lakosainak száma 3797 fő (2020. április 1.).

## Népesség
A település népességének változása:

| 2010 | 3 623 |
| 2020 | 3 797 |